# Fundação do Câncer
A Fundação do Câncer foi criada em 1991 para apoiar as atividades de combate ao câncer, trabalhando na captação de recursos e gestão de projetos em áreas de pesquisa, ensino e desenvolvimento institucional, científico e tecnológico.

## História
A Fundação do Câncer foi criada pelo então Diretor-Geral do INCA, Dr. Marcos Moraes juntamente com outros três médicos: Magda Côrtes Rodrigues Rezende, Jaime Brandão de Marsillac e Ulpio Paulo de Miranda em 1991. A instituição nasceu com o nome de Fundação Ary Frauzino para Pesquisa e Controle do Câncer, em homenagem ao oncologista Ary Frauzino 1917-1986), Diretor-Geral do INCA entre 1980 e 1985.
Em 2008 a Fundação Ary Frauzino para Pesquisa e Controle do Câncer mantém sua razão social e adota Fundação do Câncer como nova marca.

## 20 anos da Fundação do Câncer
No ano de 2011 a Fundação do Câncer completa 20 anos de atividade. Ao longo deste período, a instituição viabilizou o crescimento contínuo e estável do INCA, e ganhou reconhecimento público com diversos prêmios importantes.
Em celebração aos seus 20 anos, a Fundação do Câncer propõe a criação e implantação de uma unidade de cuidados paliativos no Rio de Janeiro. Essa unidade será destinada a pacientes fora de possibilidades terapêuticas, com o objetivo de dar mais qualidade de vida aos pacientes com câncer.

## Prêmios Recebidos
Em 1996, 2000 e 2003 recebeu o Prêmio Desempenho do Instituto Miguel Calmon sendo considerada uma das maiores organizações do Rio de Janeiro no setor “Médicos e Hospitalares”.
Em 2008 a Fundação do Câncer foi contemplada com a placa comemorativa do Instituto COOPEAD de Administração da Universidade Federal do Rio de Janeiro - UFRJ.

## O INCA
O Instituto Nacional de Câncer é um órgão do Ministério da Saúde que auxilia no desenvolvimento e coordenação de ações integradas para a prevenção e controle do câncer no Brasil. As ações do Instituto têm como objetivo reduzir a incidência e mortalidade causada pelo câncer.

## A Parceria da Fundação do Câncer com o INCA
A Fundação do Câncer tem sido por muitos anos a principal parceira privada de apoio ao INCA. Dentre as áreas de suporte da Fundação do Câncer prestadas ao instituto destacam-se: área médico-hospitalar, educação, pesquisa, prevenção e vigilância, e desenvolvimento institucional e humano.

## Projetos da Fundação do Câncer
A Fundação do Câncer desenvolve diversos projetos que estimulam o desenvolvimento do tratamento e cura do câncer.
- Ampliação da Rede BrasilCord

A Rede Brasileira de Bancos Públicos de Sangue de Cordão Umbilical e Placentário – Rede BrasilCord foi criada em 2004 e é responsável por armazenar amostras doadas deste material, rico em células-tronco hematopoéticas (capazes de produzir os elementos fundamentais do sangue), essenciais para o transplante de medula óssea. Com patrocínio do Banco Nacional de Desenvolvimento Econômico e Social – BNDES, a Fundação do Câncer gerencia o projeto de ampliação desta Rede, visando a atender à demanda de doadores para facilitar a realização de transplantes. . A ampliação da rede facilitou a busca por este material, economizando tempo que pode ser vital para tratamentos como este e barateando os custos do processo.
- Doadores Voluntários e novos leitos para a unidade do INCA

A siderúrgica Arcelor Mittal, cuja divisão brasileira é uma das principais da América Latina, é patrocinadora deste projeto que visa à instalação de três leitos pediátricos no Centro de Transplantes de Medula Óssea – CEMO do INCA, assim como o desenvolvimento de um programa de captação de doadores para inscrição no Registro Nacional de Doadores Voluntários de Medula Óssea – REDOME. Desde 2005 a empresa abraça a causa da luta contra o câncer, contribuindo para a melhoria das instalações da unidade pediátrica. O objetivo atual desta parceria entre a Fundação do Câncer, Instituto Nacional de Câncer (INCA) e ArcelorMittal Brasil é garantir a qualidade dos dados do REDOME, através de ações de fidelização dos doadores cadastrados e mobilização de novos voluntários para essa rede de solidariedade.
- Banco Nacional de Tumores e DNA no Brasil

Foi criado em 2003, com o financiamento da Swiss Bridge Foundation, o primeiro banco público de tumores do Brasil, que centraliza dados essenciais para pesquisas de diagnóstico e tratamento do câncer. Além de permitir o estudo do comportamento de tumores a partir do padrão genético do brasileiro, o fácil acesso e a centralização dessas informações permitem que médicos e pesquisadores definam diagnósticos e tratamentos com mais rapidez e segurança.
- Criação de emergência pediátrica no INCA

Desde 1991, o Instituto Ronald McDonald é um dos principais parceiros da Fundação do Câncer nos projetos de atenção ao câncer infantil. A renda obtida com a venda dos sanduíches Big Mac, durante a campanha McDia Feliz que acontece anualmente, permitiu a construção do consultório oftalmológico, da unidade de terapia intensiva e da emergência exclusiva para crianças do Hospital do Câncer I. Com a realização dessas obras, é possível proporcionar um atendimento especializado, eficiente e adequado às crianças, contribuindo para a diminuição da mortalidade infantil pela doença.
- Busca de sangue de medula óssea e cordão umbilical

Iniciado em 2000, este programa tem como finalidade captar, nos registros internacionais de doadores de sangue de medula óssea e de cordão umbilical, voluntários que tenham compatibilidade genética para transplante não-aparentado em pacientes brasileiros.
- Qualidade em serviços de mamografia no SUS

Patrocinado pelo Instituto Avon, este projeto, realizado entre 2006 e 2008, fez um programa piloto para garantir a qualidade dos exames mamográficos na rede de serviços do Sistema Único de Saúde (SUS) em Belo Horizonte, Goiânia, Porto Alegre e no estado da Paraíba. Importante ferramenta para o controle e redução da mortalidade, a mamografia é fundamental para o diagnóstico precoce da doença.
- Programa de Oncobiologia

O Programa Interinstitucional de Ensino, Pesquisa e Extensão em
Biologia Celular de Câncer (Programa de Oncobiologia) do Instituto de Ciências Biomédicas da Universidade Federal do Rio de Janeiro – UFRJ, conta com o apoio da Fundação do Câncer. Realizado pela Fundação Charles Darwin e Fundação Universitária José Bonifácio, em parceria com o Grupo Icatu, o programa oferece bolsas de estudos para pesquisadores da área.
- Ambientes fechados livres do tabaco

Financiado pela International Union Against Tuberculosis and Lung Disease, este projeto, desenvolvido pela Divisão de Controle de Tabagismo do INCA, realiza ações de sensibilização e mobilização social sobre os riscos do fumo para a saúde e elabora estudos para identificar o impacto do cigarro em ambientes fechados. Defende também a proposta de uma nova redação para aprimorar e tornar mais rígida a Lei Federal Antitabagismo, sancionada em 1996, que está defasada em relação às atuais recomendações da Organização Mundial da Saúde. A legislação possui brechas que levaram à adoção de medidas de proteção inadequadas, como áreas específicas para fumantes. Além disso, para que seja cumprida, é necessária a complementação de leis municipais, ausentes na maior parte do país, que definam a autoridade responsável pela fiscalização e aplicação de multas.
- Informatização do INCA

A Fundação do Câncer financia e desenvolve para o INCA diversos projetos na área de Tecnologia da Informação, buscando contribuir para o aumento da eficiência da gestão com o acesso rápido e dinâmico às informações necessárias ao tratamento, prevenção e pesquisa de câncer. Outro projeto reconhecido internacionalmente pelo seu ineditismo é a criação de um software para atendimento domiciliar a pacientes fora de possibilidade terapêutica, que permitirá acesso remoto direto às bases de dados do Instituto por meio de um celular multifuncional.
- Rede Nacional de Farmacogenética (Refargen)

Identificar variações genéticas que expliquem as diferentes respostas dos indivíduos aos medicamentos é a proposta deste projeto patrocinado pela Financiadora de Estudos e Projetos (Finep) até 2011. Esses estudos contribuirão para a individualização terapêutica, ou seja, a escolha do medicamento e da dose mais apropriados para cada paciente de acordo com as suas características genéticas.
- Software BI

O software BI possui alta capacidade de processamento o que permite a organização, cruzamento e apresentação dinâmica dos dados, facilitando a extração e análise dos mesmos. A Coordenação de Prevenção e Vigilância (CONPREV), por exemplo, se beneficiou da ferramenta ao formatar as informações de acordo com a visão dos epidemiologistas, mostrando a incidência do câncer no país a partir dos perfis dos pacientes. O software também é utilizado em outras áreas do INCA, como Administrativa e Assistencial, contribuindo para serem estabelecidas relações de consumo de materiais e medicamentos. Essas análises permitem a racionalização da gestão.
- Sistemas de consolidação das informações

A área de Tecnologia da Informação iniciou em 2008 o desenvolvimento de outros três projetos que têm como objetivo auxiliar os gestores na construção de políticas públicas: o BasepopWeb, o programa de gerenciamento da qualidade dos exames mamográficos e o acompanhamento dos pacientes que fizeram o transplante de medula óssea.
- Projeto Mobile

A utilização da tecnologia móvel para melhorar o atendimento aos pacientes com câncer já é uma realidade no Instituto Nacional de Câncer. A Fundação do Câncer desenvolveu, em 2008, um software que permite o acesso direto ao sistema do INCA via telefone celular às equipes que fazem o atendimento domiciliar aos pacientes que fora de possibilidades terapeuticas. O Projeto Mobile, como é chamado esse projeto, facilita a tomada de decisões pelos médicos e enfermeiros que têm acesso a todas as informações, em ordem cronológica, do prontuário do paciente. Essa iniciativa pioneira já está sendo estudada por outras entidades internacionais.
- Projeto piloto de garantia de qualidade de serviços de mamografia da rede de serviços do SUS

O estado da Paraíba e as cidades de Belo Horizonte, Goiânia e Porto Alegre foram as sedes do projeto piloto que serviu de base para a elaboração da agenda de trabalho do Programa Nacional de Qualidade em Mamografia, estruturado por uma equipe do INCA e que será enviado para avaliação do Ministério da Saúde. Concluído em 2008, o grande destaque desse projeto foi estabelecer metodologias de avaliação do exame mamográfico da rede SUS, apontado por estudos do INCA e do Colégio Brasileiro de Radiologia (CBR) como de baixa qualidade. A mamografia é uma importante ferramenta para o diagnóstico precoce do câncer de mama, contribuindo para o controle e para a redução da taxa de mortalidade causada pela doença. O piloto, resultado de uma parceria entre INCA, CBR e Agência Nacional de Vigilância Sanitária (Anvisa), foi financiado pelo Instituto Avon e pelo Ministério da Saúde.
- A vigilância do tabagismo em escolares

O estudo, realizado desde 2002, tem como objetivo central estimar a prevalência de tabagismo, incluindo cigarro e outros produtos de tabaco como cigarro de bali, fumo de mascar, charutos e cachimbos, entre escolares de 8º e 9º ano (antiga 7ª e 8ª séries) do ensino fundamental, e da 1ª série do ensino médio da rede pública e privada.

## Eventos Promovidos pela Fundação do Câncer
- I Show "Com você, pela vida"

Dia 28 de junho de 2009.
Artistas subiram ao palco do Vivo Rio, em demonstração de solidariedade pela causa da Fundação do Câncer.
- I Corrida e Caminhada "Com você, pela vida"

Dia 13 de dezembro de 2009
O evento abriu a Semana Nacional de Mobilização para Doação de Medula Óssea.
- Caminhada contra o Câncer - Walkathon

Dia 21 de março de 2010
- II Show Beneficente "Com você, pela vida"

Dia 25 de abril de 2010
- II Corrida e Caminhada "Com você, pela vida"

Dia 12 de dezembro de 2010

## Empresas que colaboram com a Fundação do Câncer
Abaixo está a lista com empresas, instituições e entidades que ajudam na realização de projetos diversos:
- Agência Nacional de Vigilância Sanitária – ANVISA
- Arcelor Mittal
- Banco do Brasil
- Banco Nacional de Desenvolvimento Econômico e Social – BNDES
- Conselho Nacional de Desenvolvimento Científico e Tecnológico – CNPq
- Eletrobrás
- Financiadora de Estudos e Projetos – FINEP
- Instituto Ronald McDonald
- Bloomberg Union
- Ministério da Saúde
- National Jewish Health
- Organização Pan-Americana de Saúde – OPAS
- Petrobras
- Swiss Bridge Foundation
- Organização das Nações Unidas para a Educação, a Ciência e a Cultura – UNESCO
- University of Miami

## Doações para a Fundação do Câncer
Em todo o mundo, apenas os aportes dos governos contra a doença em seus países não têm sido suficientes. Por isso, a solidificação de parcerias de entidades públicas com iniciativas privadas vem gerando números positivos na luta contra o câncer. Como entidade filantrópica de utilidade pública federal, as doações realizadas por pessoas jurídicas para a Fundação do Câncer podem ser deduzidas do lucro operacional da empresa, limitadas a 2% deste valor.